# 453 Tea
A 453 Tea (ideiglenes jelöléssel 1900 FA) a Naprendszer kisbolygóövében található aszteroida. Auguste Charlois fedezte fel 1900. február 22-én.